# Ryan Brathwaite
Ryan Brathwaite, född 6 juni 1988 i Bridgetown, är en barbadisk friidrottare som tävlar i häcklöpning.
Brathwaite deltog vid VM 2007 i Osaka men tog sig då inte vidare från semifinalen på 110 meter häck. Även vid OS 2008 blev han utslagen i semifinalen.
Vid VM 2009 var finalen på förhand jämn då den stora stjärnan Dayron Robles skadade sig i semifinalen. I finalen vann Brathwaite guldet på den nya barbadiska rekordtiden 13,14. Segermarginalen var en hundradel till tvåan Terrence Trammell. 

## Personliga rekord
- 110 meter häck - 13,14